# Charlie Cole
Charlie Cole (28. února 1955 – 5. září 2019) byl americký fotograf. Je jedním z pěti fotografů, kteří zachytili Muže před tankem při protestech na náměstí Nebeského klidu v Pekingu v roce 1989. Za fotografii, kterou pořídil z hotelového balkonu, získal cenu World Press Photo. Později žil více než patnáct let na Bali. Zde také ve věku 64 let podlehl sepsi po nedávném zranění nohy.

## Životopis
Narodil se 28. února 1955 v Bonhamu. V roce 1980 se přestěhoval do Japonska, kde pracoval pro časopisy a noviny včetně Newsweek, Time a The New York Times. Zemřel 5. září 2019 ve věku 64 let na Bali.

## Muž před tankem

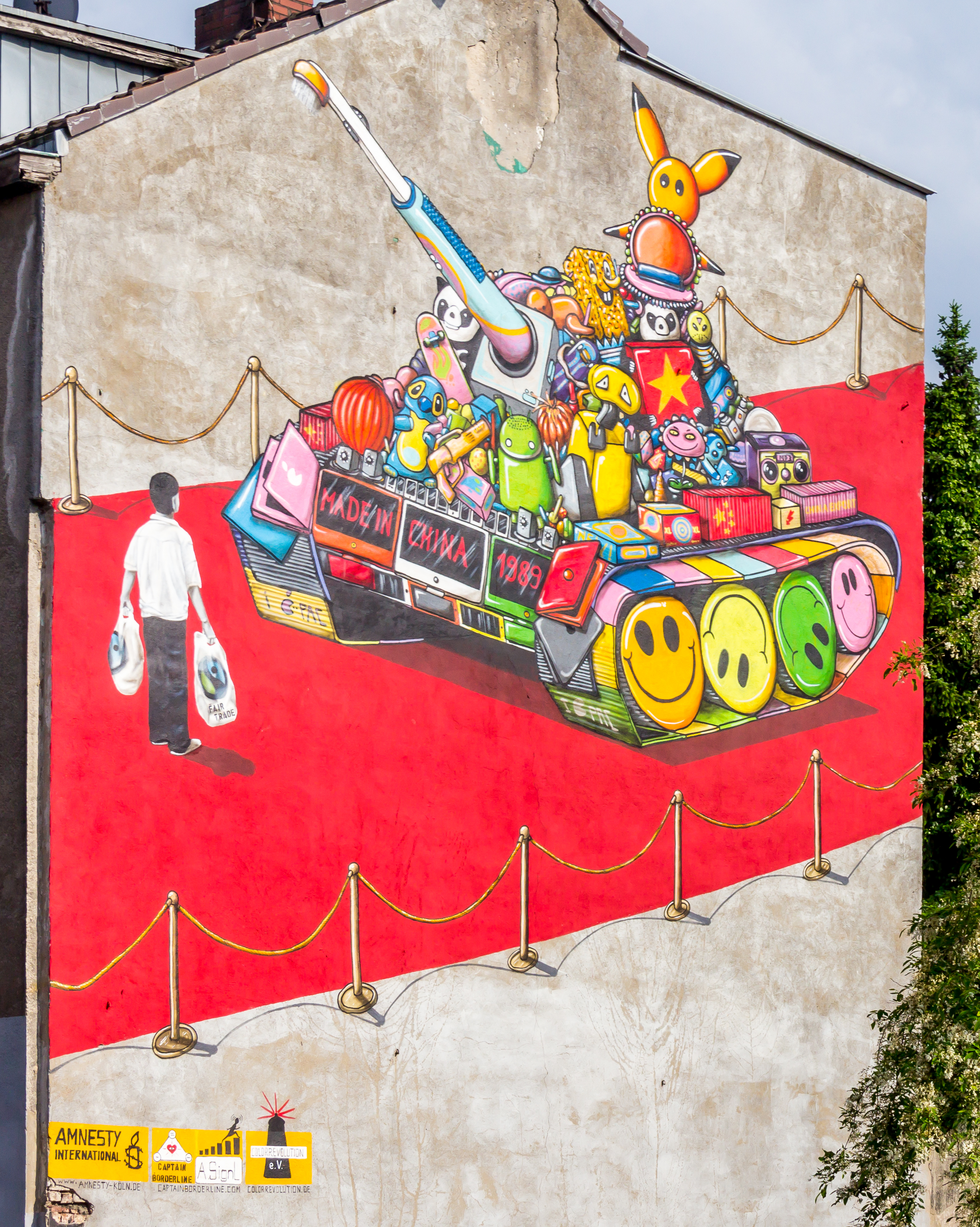
Muž před tankem, umělecké grafiti v německém Kolíně

Cole je jedním z pěti fotografů, který zachytil ikonický obraz protestujícího muže před tankem. Muž se postavil proti řadě tanků ráno 5. června 1989 poté, co čínské ozbrojené složky násilím potlačily demonstrující lid na náměstí Nebeského klidu. Cole stihl schovat filmovou ruličku obsahující obrázek muže před tankem do vodní nádržky na toaletě, zatímco jeho hotelový pokoj byl prohledáván Úřadem pro veřejnou bezpečnost, kteří však film nenašli. Později se mu podařilo snímek úspěšně přenést do redakce. Charlie Cole, který v té době pracoval pro časopis Newsweek, získal za svou fotografii cenu World Press Photo. Snímek se stal součástí fotografické knihy „100 fotografií, které změnily svět“, kterou vydala redakce časopisu Life.
Další fotografii tohoto muže pořídil americký fotograf Jeff Widener, pracující pro Associated Press, z šestého poschodí hotelu asi 800 m od místa událostí, pomocí fotoaparátu Nikon FE2 a 800mm objektivu. Krátce předtím pořídil Stuart Franklin z Magnum Photos snímek, na němž je díky většímu zornému poli fotografa za protestujícím větší počet tanků. Další fotografii pořídil fotograf Arthur Tsang, který pracoval pro agenturu Reuters. Ke dvacátému výročí 5. června 2009 byl zveřejněn pátý snímek. Ten ukazuje „muže před tankem“, který čeká na přijíždějící tanky, přičemž první z kolony je ještě relativně daleko. Na fotografii projíždí na úrovni muže další osoba na jízdním kole, fotograf, který stál před stojany s jízdními koly na snímku zachytil ještě dva muže, muž vlevo v popředí jde téměř klidně, muž vpravo se ale v běhu snaží krýt před střelbou. Jde o jediný snímek, který pořídil Terril Jones z Associated Press, předtím než se stejně jako další lidé na ulici musel skrýt před střelbou přicházející ze směru přijíždějících tanků. Muže před tankem si všiml až později při prohlížení negativů. Zveřejnit snímek se z úcty k ikonickým fotografiím kolegů rozhodl až o 20 let později.